# Dora Pavel
Dora Pavel, née le 29 juin 1946 à Sântandrei-Deva en Roumanie, est une écrivaine et poétesse roumaine.

## Biographie
Dora Pavel sort licenciée en lettres de l'université Babeș-Bolyai de Cluj en 1969. Elle est rédactrice au Studio de Radio Cluj et membre de l'Union des écrivains de Roumanie et de l'Union des journalistes professionnels de Roumanie.

## Ouvrages publiés

### Poèmes
- Ante Scriptum (plaquette dans Alpha ’84), Cluj : Dacia, 1984.
- Narațiuni întâmplătoare, Cluj : Dacia, 1989.
- Poemul deshumat, Cluj : Dacia, 1994.
- Creier intermediar, Oradea : Cogito, 1997.
- Muncile lui Don Quijote, Pitești : Paralela 45, 2000.

### Récits
- Întoarce-te Esthera, Cluj : Biblioteca Apostrof, 1999.
- Animal în alertă, Cluj : Dacia XXI, 2010.

### Romans
- Agata murind (Agathe se meurt), 1re éd., Cluj : Dacia, 2003 ; 2e éd., Iassy : Polirom, 2004 ; 3e éd., Iassy : Polirom, 2014.
- Captivul (Le Captif), Iassy : Polirom, 2006 ; 2e éd., Iassy : Polirom, 2017
- Pudră (Poudre), Iassy : Polirom, 2010.
- Do Not Cross, Iassy : Polirom, 2013.
- Agata muriendo, traduit par Marian Ochoa de Eribe, Madrid : Crealite, 2013.
- No pasar (Do Not Cross), traduit par Doina Făgădaru, Madrid, Dos Bigotes, 2018.
- Bastian, Iassy : Polirom, 2020.
- Crush, Iassy : Polirom, 2022.

### Interviews
- Armele seducției (Les armes de la séduction), Cluj : Casa Cărții de Știință, 2007.
- Rege și ocnaș (Din culisele scrisului), Cluj : Casa Cărții de Știință, 2008.
- Gheorghe Grigurcu, O provocare adresată destinului. Convorbiri cu Dora Pavel, Satu Mare : Pleiade, 2009.

### Anthologies
- Young Poets of New Romania, London & Boston : Forest Books, 1991.
- Transylvanian voices, an Anthology of Contemporary Poets of Cluj, Iassy : The Center for Romanian Studies, 1997.
- Vid Tystnadens Bord, Stockholm : Symposion, 1998.
- Poètes roumains contemporains, Ottawa : Ecrits des Forges, 2000.
- Il romanzo rumeno contemporaneo (1989-2010). Teorie e proposte di lettura, a cura di Nicoleta Nesu, edizione italiana di Angela Tarantino, premessa di Luisa Valmarin, Roma : Bagatto Libri, 2010.
- Fiction 16 – Contemporary Romanian Prose 2010, Iassy : Polirom, 2010.

### Éditions
- Biblia de la Blaj (1795), Roma : Tipografia Vaticana, 2000 (en collaboration).

## Prix littéraires
- Prix « Timotei Cipariu » de l'Académie roumaine (2000)
- Prix de l’Union des écrivains de Roumanie (2003)
- Prix « Ion D. Sârbu », de la filiale Cluj de l’Union des Écrivains de Roumanie (2006)
- Prix « Pavel Dan », de la filiale Cluj de l’Union des Écrivains de Roumanie (2007, 2010)
- Prix « Ion Agârbiceanu », de la filiale Cluj de l’Union des Écrivains de Roumanie (2013)